# Monolepta tatemizo
Monolepta tatemizo es una especie de insecto coleóptero de la familia Chrysomelidae.
Fue descrita científicamente en 2004 por Kimoto.